# Olekszij Hrihorovics Bjelik
Olekszij Hrihorovics Bjelik (Ukránul: Олексій Григорович Бєлік; Doneck, 1981. február 15. –) ukrán válogatott labdarúgó.

## Sikerei, díjai
Sahtar Doneck
- Ukrán bajnok (3): 2001–02, 2004–05, 2005–06
- Ukrán kupagyőztes (3): 2000–01, 2001–02, 2003–04

## Külső hivatkozások
- Olekszij Bjelik a national-football-teams.com honlapján